# 流行館
流行館是位於台北市花博公園圓山公園的展覽館，以寶特瓶、竹子、鋼材等回收材料組成的綠建築。由黃謙智設計，由遠東集團出資興建，曾作為2010年台北國際花卉博覽會展館，為台北花博唯一由民間企業興建的展館。花博結束後遠東將其捐贈予臺北市政府。

## 地理位置

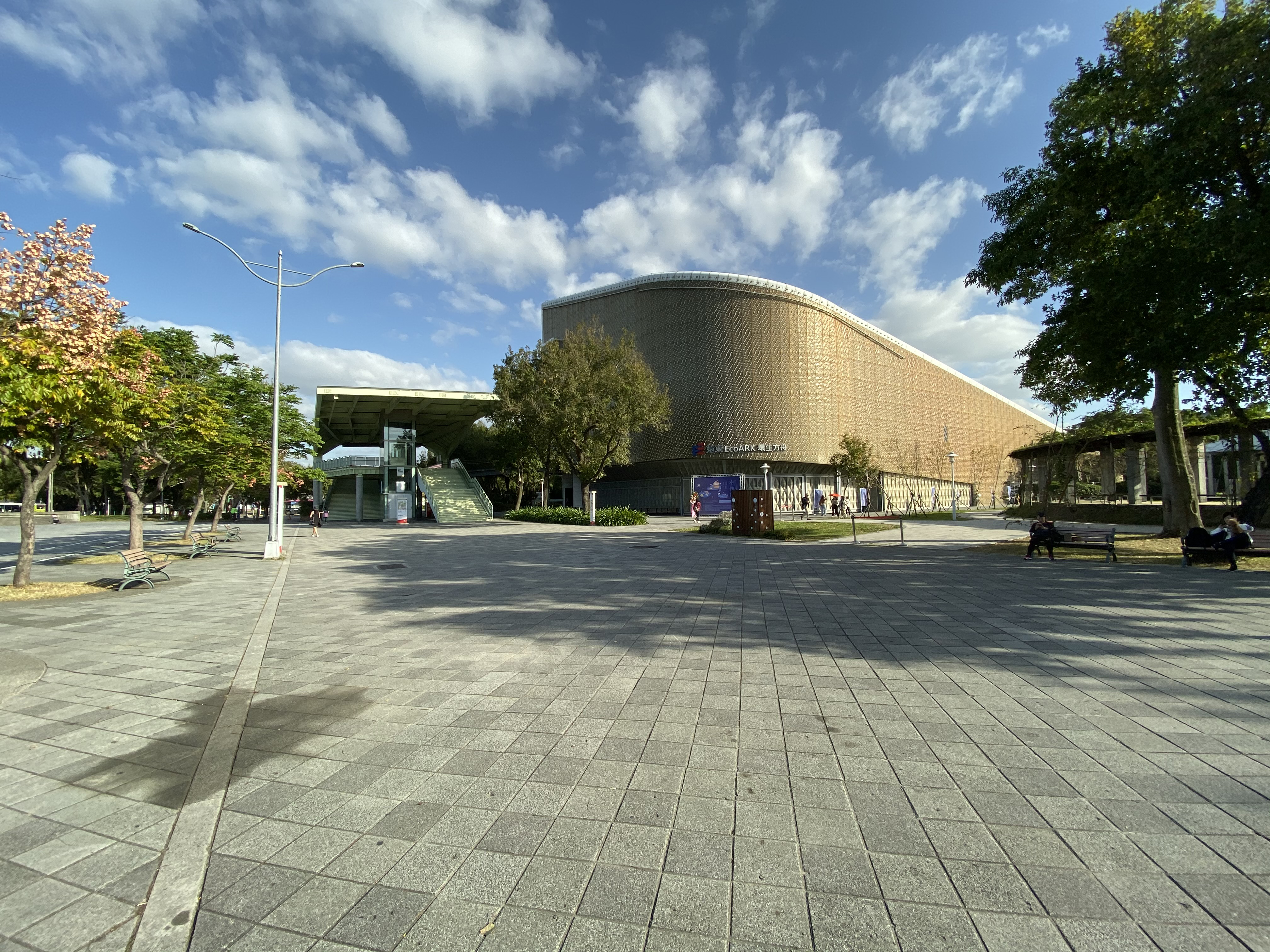
花博公園遠東環生方舟─流行館

本館位於台北市中山區花博公園─圓山公園東南邊，西邊爭艷館相對，東臨中山北路。

## 現況

### 常設展覽
- 亞洲水泥花蓮廠-原生蝴蝶植物園特展，每週五至每周日9:00-17:00，花博公園流行館二樓，主辦單位：遠東集團。

## 紀錄
- 全球第一棟PET寶特瓶綠建築，這一座重量最輕、結構堅固的建築，長130公尺、最高處達9層樓高，由152萬支PET寶特瓶回收再製而成。從研發、製造到興建，所有的材質與技術全部都是遠東集團在臺灣製造。
- 流行館（遠東環生方舟）為遠東集團所贊助興建與營運
- 世界上第一座「垃圾變成的房子」

## 問題
本館原供舉辦於秋、冬、春三季舉辦的花卉博覽會使用，故未設置空調，為半開放式的空間，利用自然的通風。也因此，館舍於白天或夏季時，會變得很悶熱；又，館舍位於臺北松山機場航道下方，噪音問題會影響到場地的使用。

## 外部連結
- 花博公園
- 花博公園的Facebook專頁

1. ↑  . 臺北市政府秘書處. 2012-12-26  [2024-04-10]. （原始内容存档于2024-04-10）.